# 東京セレソンデラックス
東京セレソンデラックス （とうきょうセレソンデラックス）は、俳優、脚本家の宅間孝行（サタケミキオ）が主宰した日本の劇団である。通称「東京セレソンDX」。
1997年に「東京セレソン」として旗揚げし、2012年12月31日をもって解散したが、その後も上演作品が映像化されている。

## 沿革
1997年に宅間孝行と旗揚げメンバーの武田秀臣を中心に前身である「東京セレソン」を旗揚げ。主として脚本家の長田敏靖が脚本を、映画監督の伊藤秀裕が演出を担当し、各公演にワークショップオーディションを行いキャストを選抜する形で公演を行う。
2000年7月の第8回公演『律儀な君の照れ笑いは夕闇にすすけてたし〜その上僕の顔は多分涙でゆがんでたはず』で萬スタジオBACKUPシリーズグランプリを受賞。
2001年に「東京セレソンデラックス」に改称、宅間がサタケミキオ名義にて作・演出を担当する。サタケミキオの名は「東京セレソン」の第1作『今夜だけ、キャバレーで』にて宅間が演じた脚本・演出家の役名から。
2006年8月、劇団の運営・芸能マネジメント業務を行う株式会社オフィスセレソンを設立。宅間が代表取締役に就任。
2007年春には『あいあい傘』で初の大阪公演。同年夏の『歌姫』（再演）で8,500人、翌2008年夏の『夕』（再々演）では12,600人を動員する。
一方で、2006年10月期にはテレビ大阪開局25周年記念番組として連続ドラマ『魁!セレソンDX』が放送、2007年10月期には『歌姫』がTBSテレビにてサタケ脚本、長瀬智也主演によりドラマ化。
2012年1月5日、2012年10月 - 12月に上演の本公演を以って解散することを発表。最終公演『笑う巨塔』（『HUNGRY』改題）をもって2012年12月31日付で解散。

## 解散時メンバー
- 宅間孝行（サタケミキオ） - 主宰
- 永田恵悟
- 越村友一
- 須加尾由二
- 伊藤高史（2010年1月1日より加入）

## 元メンバー
- 武田秀臣
- 阿南敦子
- 宮前利成
- 砂塚舞
- 藤田京子
- 野口小百合
- 西村清孝
- 飯島ぼぼぼ
- 竹森りさ
- 吉成浩一
- 松永亜樹
- 高橋亜里沙
- 杉田吉平
- 丸山麗

## 公演

### 「東京セレソン」としての公演
- 今夜だけ、キャバレーで（1997年12月、銀座小劇場）
- アルトマンを探して（1998年6月、銀座小劇場、作：長田敏晴、演出：伊藤秀裕）
- ゼロ番区からのラブレター（1998年12月、大塚萬スタジオ、作：長田敏晴、演出：伊藤秀裕）
- 私の愛したカインとアベル（1999年4月、新宿シアターモリエール、作：長田敏晴、演出：伊藤秀裕）
- 偉人たちのラプソディ（1999年8月、シアターVアカサカ、作・演出：伊藤秀裕）
- Y2Kよりあなたへ（1999年12月、新宿スペース107、作：長田敏晴、演出：伊藤秀裕）
- シングル8からの招待状」（2000年3月、下北沢「劇」小劇場、作：長田敏晴、演出：伊藤秀裕）
- 律儀な君の照れ笑いは夕闇にすすけてたし〜その上僕の顔は多分涙でゆがんでたはず（2000年7月、大塚萬スタジオ、作・演出：伊藤秀裕）
- 緋色エレジー（2000年12月、中野ザ・ポケット、作・演出：伊藤秀裕）

### 「東京セレソンデラックス」としての公演
- 傷 -kizu-（2001年）
- ぴえろ（2001年）
- JOKER（2001年）
- WHAT A WONDERFUL LIFE!（2002年）
- 口笛（2002年）
- BARTENDER（2002年）
- HUNGRY（2003年）
- WHAT A WONDERFUL LIFE!（再演）（2003年）
- W（2003年）
- 夕（2003年）
- ピリオド（2003年）
- Happy（2004年）
- 歌姫（2004年）
- FAMILY!（2005年）
- How are you?（2005年）
- 夕（再演）（2005年）
- 口笛（再演）（2005年）
- ぴえろ（再演）（2005年）
- ザ・福袋 àla carte vol.1（2006年）
- 流れ星（2006年）
- あいあい傘（2007年）
- 歌姫（再演）（2007年）
- 渡辺いっけいと東京セレソンDX（2007年）
- 夕（再々演）（2008年）
- 流れ星（再演）（2009年）
- WHAT A WONDERFUL LIFE!（再々演）（2010年）
- くちづけ（2010年）
- 傷 -kizu-（再演）（2011年）
- 笑う巨塔（『HUNGRY』改題）（最終公演）（2012年）[8]

## 映像化作品
いくつかの作品がテレビドラマ、映画などに翻案されている。
- 歌姫 - 2007年、TBS系列にて連続テレビドラマ化された。宅間孝行はサタケミキオ名義で脚本と一部演出を担当。
- ぴえろ - 2013年、『間違われちゃった男』としてフジテレビにて連続テレビドラマ化された。宅間はドラマ用の再脚本化、チーフディレクターとしてドラマ演出も担当。
- くちづけ - 2013年、堤幸彦監督で映画化。宅間は脚本および出演。
- あいあい傘 - 2018年、宅間孝行監督・脚本で映画化。